# Діденко Ганна Павлівна
Діде́нко Га́нна Па́влівна (нар. 1 грудня 1944, Опішня) — майстриня гончарної іграшки, членкиня Національної спілки майстрів народного мистецтва України, лауреатка премії імені Данила Щербаківського.

## Життєпис
Першою вчителькою Ганни Діденко з ліплення була її мати, Наталія Якимівна Пошивайло. Загальну освіту здобула у Опішнянській початковій та семирічній школах, останню закінчила в 1959 році. З 1960 року зарахована на роботу в Опішнянський райпромкомбінат.
1962 рок переведена на роботу в «Художній керамік», на якому Діденко пропрацювала 36 років, займаючи переважно на посаду майстрині з виготовлення глиняних іграшок. Незначний час виготовляла облицювальну плитку, відливала вироби в гіпсових формах. Ім'я Ганни Діденко занесене в Книгу трудової слави заводу. Утім, у зв'язку з кризовими процесами на заводі в середині 1990-х років, за власним бажанням звільнилася у 1996 році.

## Творчий доробок

Глиняний вертеп

Майстриня виготовляє переважно іграшки-свистунці — традиційні зооморфні образи півнів, баранів, коней, оленів. Притаманними лише Ганні Павлівні є вироби у формі лисичок, котів, зайців, лебедів, ведмедів. Також виготовляє сюжетні скульптурні композиції, переважно на теми українських казок.
Вироби Галини Діденко — теракотові, декоровані: розписані ангобами і прикрашені ритуванням.
Ганна Діденко — член Національної спілки майстрів народного мистецтва України, заслужений майстер народної творчості України, лауреат Державної премії України ім. Данила Щербаківського. Вона є учасницею всеукраїнських і всесоюзних виставок, симпозіумів та ярмарок. Її вироби зберігаються в Національному музеї-заповіднику українського гончарства в Опішні, Музеї народної архітектури та побуту України, приватних колекціях.